# The Night Watch (album)
Cet article concerne l'album de King Crimson. Pour la chanson du même chanteur, voir The Night Watch.
Albums de King Crimson
Epitaph
(1997) Absent Lovers: Live in Montreal
(1998)
The Night Watch est un album live de King Crimson enregistré en 1973 et sorti en 1997. Il constitue un tournant dans la carrière du groupe puisqu’on y trouve les premières improvisations de Trio, Starless and Bible Black, Fracture et The Night Watch ; toutes sont incluses, quoique légèrement retravaillées, sur Starless and Bible Black (1974). La plus grande partie du concert a été diffusée par la BBC et beaucoup de bootlegs ont circulé par la suite.

## Titres

### Disque 1
1. Easy Money (Fripp, Wetton, Palmer-James) – 6:14
2. Lament (Fripp, Wetton, Palmer-James) – 4:14
3. Book of Saturday (Fripp, Wetton, Palmer-James) – 4:07
4. Fracture (Fripp) – 11:28
5. The Night Watch (Fripp, Wetton, Palmer-James) – 5:28
6. Improvisation: Starless and Bible Black (Bruford, Cross, Fripp, Wetton) – 9:11

### Disque 2
1. Improvisation: Trio (Bruford, Cross, Fripp, Wetton) – 6:09
2. Exiles (Cross, Fripp, Palmer-James) – 6:37
3. Improvisation: The Fright Watch (Bruford, Cross, Fripp, Wetton) – 6:03
4. The Talking Drum (Bruford, Cross, Fripp, Muir, Wetton) – 6:34
5. Larks' Tongues in Aspic (Part II) (Fripp) – 7:51
6. 21st Century Schizoid Man (Fripp, Giles, Lake, McDonald, Sinfield) – 10:38

## Crédits

### King Crimson
- Robert Fripp : guitare, mellotron
- John Wetton : basse, chant
- David Cross : violon, alto, claviers
- Bill Bruford : batterie, percussions

### Techniciens
- George Chkiantz : prise de son
- David Singleton : mixage
- Alex Mundy : ingénieur assistant
- Mixé au DGM World Central par David Singleton et Robert Fripp en juillet 1997